# Eleições parlamentares europeias de 2019 (Letónia)
As eleições parlamentares europeias de 2019 na Letônia irão ser realizadas a 25 de Maio e servirão para eleger os 8 deputados nacionais para o Parlamento Europeu.

## Composição 2014-2019

### Partidos Nacionais
| Partido | Partido                             | Deputados | Grupo                                             |
| ------- | ----------------------------------- | --------- | ------------------------------------------------- |
|         | Unidade                             | 4 / 8     | Grupo do Partido Popular Europeu                  |
|         | Aliança Nacional                    | 1 / 8     | Reformistas e Conservadores Europeus              |
|         | Partido Social-Democrata "Harmonia" | 1 / 8     | Aliança Progressista dos Socialistas e Democratas |
|         | União de Verdes e Camponeses        | 1 / 8     | Aliança dos Liberais e Democratas pela Europa     |
|         | União Russa da Letónia              | 1 / 8     | Grupo dos Verdes/Aliança Livre Europeia           |

### Grupos Parlamentares
| Grupo | Grupo                                             | Deputados |
| ----- | ------------------------------------------------- | --------- |
|       | Grupo do Partido Popular Europeu                  | 4 / 8     |
|       | Reformistas e Conservadores Europeus              | 1 / 8     |
|       | Aliança Progressista dos Socialistas e Democratas | 1 / 8     |
|       | Aliança dos Liberais e Democratas pela Europa     | 1 / 8     |
|       | Grupo dos Verdes/Aliança Livre Europeia           | 1 / 8     |

## Principais Partidos
Os principais partidos concorrentes são os seguintes:
| Partido | Partido                             | Cabeça de Lista      | Afiliação europeia                               |
| ------- | ----------------------------------- | -------------------- | ------------------------------------------------ |
|         | Nova Unidade                        | Valdis Dombrovskis   | Partido Popular Europeu                          |
|         | Aliança Nacional                    | Roberts Zile         | Aliança dos Reformistas e Conservadores Europeus |
|         | Partido Social-Democrata "Harmonia" | Nils Ušakovs         | Partido Socialista Europeu                       |
|         | União de Verdes e Camponeses        | Dana Reizniece-Ozola | Partido Verde Europeu                            |
|         | União Russa da Letónia              | Tatjana Ždanoka      | Aliança Livre Europeia                           |
|         | Associação Letã das Regiões         | Edvards Smiltēns     |                                                  |
|         | Quem manda no Estado?               | Kaspars Ģirģens      |                                                  |
|         | Novo Partido Conservador            | Andis Kudors         |                                                  |
|         | Desenvolvimento/Pela!               | Ivars Ijabs          |                                                  |
|         | Os Progressistas                    | Gunta Anča           |                                                  |

## Resultados Oficiais
| Partido                 | Partido                             | Votos     | %               | +/-   | Deputados | +/-     |
| ----------------------- | ----------------------------------- | --------- | --------------- | ----- | --------- | ------- |
|                         | Nova Unidade                        | 124 193   | 26,24 / 100,00  | 19,95 | 2 / 8     | 2       |
|                         | Partido Social-Democrata "Harmonia" | 82 604    | 17,45 / 100,00  | 4,41  | 2 / 8     | 1       |
|                         | Aliança Nacional                    | 77 591    | 16,40 / 100,00  | 2,35  | 2 / 8     | 1       |
|                         | Desenvolvimento/Pela!               | 58 763    | 12,42 / 100,00  | Novo  | 1 / 8     | Novo    |
|                         | União Russa da Letónia              | 29 546    | 6,24 / 100,00   | 0,14  | 1 / 8     | Estável |
|                         | União de Verdes e Camponeses        | 25 252    | 5,34 / 100,00   | 2,92  | 0 / 8     | 1       |
|                         | Associação Letã das Regiões         | 23 581    | 4,98 / 100,00   | 2,49  | 0 / 8     | Estável |
|                         | Novo Partido Conservador            | 20 595    | 4,35 / 100,00   | Novo  | 0 / 8     | Novo    |
|                         | Os Progressistas                    | 13 705    | 2,90 / 100,00   | Novo  | 0 / 8     | Novo    |
|                         | Outros (com menos de 1,00%)         | 14 630    | 3,09 / 100,00   |       | 0 / 8     |         |
| Votos Inválidos         | Votos Inválidos                     | 3 930     | 0,59 / 100,00   | 0,21  |           |         |
| Total                   | Total                               | 474 390   | 100,00 / 100,00 |       | 8 / 8     |         |
| Eleitorado/Participação | Eleitorado/Participação             | 1 414 712 | 33,53 / 100,00  | 3,29  |           |         |
| Fonte                   | Fonte                               | [ 3 ]     | [ 3 ]           | [ 3 ] | [ 3 ]     | [ 3 ]   |

## Composição Atual (2019-2024)

### Partidos Nacionais
| Partido | Partido                             | Deputados | Grupo                                             |
| ------- | ----------------------------------- | --------- | ------------------------------------------------- |
|         | Nova Unidade                        | 2 / 8     | Grupo do Partido Popular Europeu                  |
|         | Partido Social-Democrata "Harmonia" | 2 / 8     | Aliança Progressista dos Socialistas e Democratas |
|         | Aliança Nacional                    | 2 / 8     | Reformistas e Conservadores Europeus              |
|         | Desenvolvimento/Pela!               | 1 / 8     | Renovar Europa                                    |
|         | União Russa da Letónia              | 1 / 8     | Grupo dos Verdes/Aliança Livre Europeia           |

### Grupos Parlamentares
| Grupo | Grupo                                             | Deputados |
| ----- | ------------------------------------------------- | --------- |
|       | Grupo do Partido Popular Europeu                  | 2 / 8     |
|       | Aliança Progressista dos Socialistas e Democratas | 2 / 8     |
|       | Reformistas e Conservadores Europeus              | 2 / 8     |
|       | Renovar Europa                                    | 1 / 8     |
|       | Grupo dos Verdes/Aliança Livre Europeia           | 1 / 8     |